# Diplolaemus darwinii
Diplolaemus darwinii е вид влечуго от семейство Leiosauridae.

## Разпространение
Видът е разпространен в Аржентина (Санта Крус и Чубут) и Чили.